# Barking Tye
Barking Tye – osada w Anglii, w hrabstwie Suffolk. Leży 13 km na północny zachód od miasta Ipswich i 104 km na północny wschód od Londynu.